# Gashayura
Gashayura är ett vattendrag i Burundi.   Det ligger i provinsen Muyinga, i den norra delen av landet, 100 kilometer nordost om huvudstaden Bujumbura.
Omgivningarna runt Gashayura är en mosaik av jordbruksmark och naturlig växtlighet. Runt Gashayura är det tätbefolkat, med 397 invånare per kvadratkilometer.